# Ponte Internacional do Baixo Guadiana
Ponte Internacional do Baixo Guadiana é uma ponte sobre o rio Chança, com um comprimento de aproximadamente 150 m e uma largura de 11 m, localizada na fronteira entre Portugal e a Espanha, ligando a região portuguesa do Alentejo à região espanhola da Andaluzia. 
Foi inaugurada em 26 de fevereiro de 2009, tendo sido financiada pelas câmaras municipais de Mértola e de Huelva e em grande medida por fundos da União Europeia.
A povoação portuguesa de Pomarão (Santana de Cambas, Mértola) ficou, após a inauguração da ponte, mais perto da povoação espanhola de  El Granado. Antes da inauguração da ponte, era necessário percorrer 140 km de estradas entre as duas povoações, constrastando com apenas 12 km, após a inauguração.